# Ruminococcus torques
Ruminococcus torques è una specie di batterio appartenente alla famiglia delle Lachnospiraceae.